# Irlando-Québécois

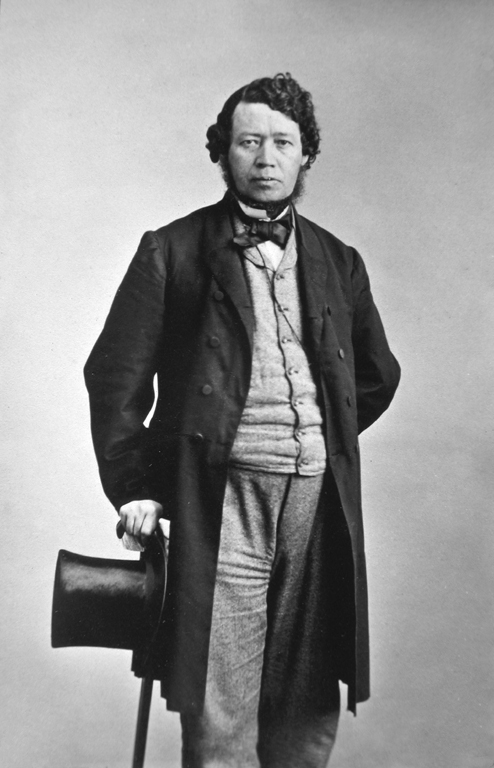
D'Arcy McGee en 1868

Les Irlando-Québécois ou Québécois irlandais sont des Irlandais ou des personnes de descendance irlandaise vivant dans le territoire du Québec. 
Après le désastre de Grosse-Île, beaucoup d'enfants irlandais se retrouvèrent orphelins dans un pays inconnu. Ces enfants furent adoptés principalement par des francophones du Bas-Canada. Ils durent se battre pour le droit de conserver leurs noms de famille irlandais, et la majorité réussirent. Aujourd'hui, bien des Québécois ont un nom d'origine irlandaise (Caissie qui vient, par le biais d'Acadie, de l'irlandais Casey). En effet, les Irlandais sont le deuxième groupe ethnique dans la province après les Canadiens-français. Le défilé de la Saint Patrick à Montréal est le plus vieux en Amérique du Nord, et attire des foules de plus de 600 000 personnes.

## Personnalités irlando-québécoises

### Les Arts
- Jim Corcoran (auteur-compositeur-interprète)
- Jennifer Finnigan (actrice)
- Sœurs McGarrigle (musique folk)
- Mary Travers, dite La Bolduc (auteure-compositeure-interprète)

### Écrivains et journalistes
- Thomas D'Arcy McGee (journaliste et père de la Confédération)
- Émile Nelligan (poète)
- Edmund Bailey O'Callaghan (journaliste et politique)
- Grattan O'Leary (journaliste et sénateur canadien)

### Entrepreneurs et politiques
- John Rudolphus Booth (1827-1925), (industriel, connu « roi du Bois d'œuvre »)
- Robert Burns (membre du gouvernement sous René Lévesque)
- Lawrence Cannon (politique fédéral)
- Lucien Cannon (homme politique)
- Jean Charest (ancien premier ministre du Québec)
- Charles Fitzpatrick (avocat et politique)
- Edmund James Flynn ((avocat et politique)
- Eric Kierans (homme d'affaires et politique)
- Daniel Johnson (père) (ancien premier ministre du Québec)
- Daniel Johnson (fils) (ancien premier ministre du Québec)
- Pierre Marc Johnson (ancien premier ministre du Québec)
- James McShane (politicien et homme d'affaires montréalais)
- Brian Mulroney (ancien Premier ministre du Canada)
- Robert Nelson (médecin et politique)
- Wolfred Nelson (ancien maire de Montréal)
- Dennis James O'Connor (homme politique)
- Louis St-Laurent (ancien Premier ministre du Canada)
- Claude Ryan (ancien chef du parti libéral québécois)

### Sports
- Patrice Bergeron (joueur nationale de hockey)
- Joe Malone (joueur nationale de hockey)
- Patrick Roy (gardien de but à la LNH)

#### En français
- Simon Jolivet, Linda Cardinal et Isabelle Matte, dirs., Le Québec et l'Irlande. Culture, histoire, identité, Sillery, Les Éditions du Septentrion, 2014, 298 p.
- Simon Jolivet, "Les Irlandais : Une histoire de leur intégration", dans Claube Corbo, dir., Histoires d'immigrations, Montréal, Les Presses de l'Université du Québec, à paraître en 2014.
- Simon Jolivet, Le vert et le bleu. Identité québécoise et identité irlandaise au tournant du XXe siècle, Montréal, Les Presses de l'Université de Montréal, 2011, 294 p.
- Simon Jolivet, « Entre nationalismes irlandais et canadien-français: Les intrigues québécoises de la Self Determination for Ireland League of Canada and Newfoundland », dans Canadian Historical Review, Volume 92, Number 1, March 2011, p. 43-68.
- Simon Jolivet, et al., « Premier dossier : Le Québec, l’Irlande et la diaspora irlandaise », dans Bulletin d'histoire politique, volume 18, numéro 3 (printemps 2010).
- Aline Lechaume, « Le dialogue des cultures. Bibliographie sélective et commentée IV. Relations Canadiens-Français/Irlandais », dans le site de la Chaire pour le développement de la recherche sur la culture d'expression française en Amérique du Nord (CEFAN)
- « Les Irlandais au Québec - Un bref aperçu », dans le site The Canadian Irish Studies Foundation/La Fondation canadienne d'études irlandaises
- Peter Toner, « Irlandais », dans L'Encyclopédie canandiene, Historica Foundation, 2008
- Taïeb Moalla, « Les Irlandais du Québec : à la croisée de deux cultures », dans Tolerance.ca, 2006
- Réjeanne Sheehy, L'alliance irlandaise Sheehy au Québec, Chicoutimi : Éditions Entreprises, 2000, 118 p.
- Pάgraid Ó Gormaile, « Des regards contrastés : les Irlandais vus à travers la littérature canadienne-française », dans Éric Waddell (dir.), Le dialogue avec les cultures minoritaires, Les Presses de l’Université Laval, 1999, p. 167-187
- Aidan McQuillan, « Des chemins divergents : les Irlandais et les Canadiens français au XIXe siècle », dans Éric Waddell (dir.), Le dialogue avec les cultures minoritaires, Les Presses de l’Université Laval, 1999, p. 133-166
- Wayne Timbers, Britannique et irlandaise; l'identité ethnique et démographique des Irlandais Protestants et la formation d'une communauté à Montréal, 1834-1860, mémoire de maîtrise, Université McGill, 107 f.
- G.-H. Dagneau, Révélations sur les trois frères O'Leary de Québec, Québec: Société historique de Québec, 1998, 117 p.
- Marianna O'Gallagher, Le Chemin du Trèfle, la présence irlandaise à Québec, Édition Livres Carraig Books, 1999, 35 p.
- Marianna O'Gallagher et Rose Masson Dompierre, Les témoins parlent : Grosse Île, 1847, Édition Carraig Books, 1995, 437 p.
- Marianna O'Gallagher, La Grosse-Île : porte d'entrée du Canada, 1832-1937, Édition Carraig Books, 1987, 188 p.
- Marianna O'Gallagher, Saint-Patrice de Québec: la construction d'une église et l'implantation d'une paroisse, Société historique de Québec, 1979, 126 p.

#### En anglais
- Kathleen O'Brien, « Language, monuments, and the politics of memory in Quebec and Ireland », dans Éire-Ireland: A Journal of Irish Studies, 22 mars, 2003 (extrait)
- Patricia Burns, The Shamrock and the Shield : An Oral History of the Irish in Montreal, Montréal : Véhicule Press, 1998, 202 p.  (ISBN 1-55065-109-9)
- Marianna O'Gallagher, The Shamrock Trail: Tracing the Irish in Quebec City, Livres Carraig Books, 1998, 35 p.  (ISBN 0969858116)
- Marianna O'Gallagher et Rose Masson Dompierre, Eyewitness: Grosse Isle, 1847, Livres Carraig Books, 1995. 432 p.  (ISBN 096908059X)
- Robert J. Grace, The Irish in Quebec, an introduction to the historiography. Followed by An Annotated Bibliography on the Irish in Quebec, Institut québécois de recherche sur la culture, 1993, 265 p.  (ISBN 2-89224-186-3)
- Robert O'Driscoll et Lorna Reynolds, The Untold Story. The Irish in Canada, Toronto: Celtic Arts of Canada, 1988, 1 041 p.  (ISBN 0921745001)
- Margaret E. Fitzgerald, The Uncounted Irish in Canada and the United States, Toronto: P.D. Meany Publishers, 1988, 377 p.  (ISBN 0888350244)
- Marianna O'Gallagher, Grosse Île: Gateway to Canada, 1832-1937, Carraig Books, 1984, 184 p.  (ISBN 0969080530)
- Marianna O'Gallagher, Saint Patrick's Quebec, Carraig Books, 11981, 24 p.  (ISBN 0969080506)
- Thomas Guerin, The Gael in New France, 1946, 134 p.
- John O'Farrell, Irish Families in Ancient Quebec Records with some account of Soldiers from Irish Brigade Regiments of France serving with the Army of Montcalm - Address delivered at the annual concert and ball of the St. Patrick's Society, Montreal, 15 January 1872, 1908 et 1967, 28 p.
- Thomas D'Arcy McGee, A History of the Irish Settlers in North America. From the Earliest Period to the Census of 1850, Boston : P. Donahoe, 1852, 240 p. (en ligne)